# Brontozaur
Brontozaur (Brontosaurus) – duży zauropod żyjący około 150 mln lat temu w późnej jurze na terenach Ameryki Północnej. Został odkryty i opisany w 1879 przez Othniela C. Marsha. Niegdyś uważano „brontozaura” za synonim „apatozaura”, w 2015 wykazano jednak istotne różnice między tymi rodzajami. Było to jedno z największych zwierząt lądowych, jakie kiedykolwiek żyło na ziemi. Osiągał średnio około 20 m długości i mniej więcej 23 t wagi. Nazwa brontozaur oznacza z gr. „grzmiący jaszczur”.

## Znane gatunki brontozaura
B. excelsus (Marsh, 1879)

Miejsce występowania: formacja Morrison, Kolorado, Oklahoma, Wyoming

Czas występowania: kimeryd-tyton (późna jura)

Materiał kopalny: sześć niekompletnych szkieletów bez czaszek, 100 poza czaszkowych elementów.

Inne informacje: przez wiele lat znany jako Apatosaurus excelsus.
B. yahnahpin (Filla i Redman, 1994)

Miejsce występowania: formacja Morrison, południowa cześć stanu Wyoming

Czas występowania: późna jura

Materiał kopalny: gastralia (żebra brzuszne), dobrze zachowana łopatka

Inne informacje: może być nowym przedstawicielem Diplodocidae. Robert T. Bakker opisał w 1998 r. ten gatunek ponownie jako Eobrantosaurus yahnahpin. Niektórzy uważają go za kamarazaura. Ma status nomen dubium, czyli jest gatunkiem niepewnym.
B. parvus (Peterson and Gilmore, 1902)

Miejsce występowania: Sheep Creek, Wyoming

Czas występowania: kimeryd-tyton (późna jura)

Materiał kopalny: ? (osobnik młody)

Inne informacje: początkowo opisany jako Elosaurus parvus, ale w 1994 r. przeklasyfikowano go jako gatunek apatozaura.

## Historia
Othniel Charles Marsh, pracujący na Uniwersytecie Yale, opisał na podstawie niekompletnego, należącego do młodego osobnika gatunek Apatosaurus ajax w 1877. Dwa lata później Marsh ogłosił odkrycie większego i bardziej kompletnego okazu dinozaura przy Como Bluff Wyoming, który błędnie (z powodu większych rozmiarów) przypisał do nowego rodzaju zauropoda. Nazwał go Brontosaurus excelsus. Nazwa rodzajowa tego pochodzi od greckich słów bront (grzmot) i sauros (jaszczur) i oznacza „grzmiący jaszczur”. Natomiast epitet gatunkowy tego zwierzęcia pochodził z łaciny, oznaczał „prześcignąć w liczbie” i odnosił się do liczby kręgów krzyżowych brontozaura – było ich więcej niż u jakiegokolwiek znanego wtedy zauropoda. Szkielet ów był w miarę kompletny, ale brakowało czaszki, stopy i części ogona. Aby można go było wystawić, brontozaura ustawiono ze stopami spokrewnionych z nim zauropodów i wymodelowanym ogonem. Marsh zastanawiał się jednak, jak powinna wyglądać czaszka tego dinozaura. Jej rekonstrukcję oparto nie na wydłużonej i lekkiej czaszce diplodoka, lecz na „największych, najgrubszych, najmocniejszych kości czaszki, szczęki dolnej i koron zębów z trzech różnych kamieniołomów”. Do rekonstrukcji użyto głównie czaszki kamarazaura. Tak więc powstała mieszanka dinozaurów – diplodok o czaszce przypominającej czaszkę kamarazaura. Tak naprawdę czaszka brontozaura była znana już wtedy, ale nie rozważano jej jako mogącej należeć do tego dinozaura. Zresztą w owych czasach często uzupełniono braki w szkieletach zauropodów szczątkami kamarazaura. Obecnie wiadomo, że czaszka brontozaura (czyli apatozaura) przypominała bardziej czaszkę diplodoka niż kamarazaura. Szkielet ten, wystawiony w 1905, był pierwszym szkieletem zauropoda wystawionym w Peabody Museum of Natural History Uniwersytetu Yale. Mimo olbrzymiej sensacji i wmurowania nazwy „brontozaur” w świadomość publiczną, Elmer Riggs w 1903, w odcinku serialu geologicznego Field Columbian Museum, stwierdził, że brontozaur nie posiada wystarczająco wiele cech, by rozróżnić go od apatozaura, i że oba te rodzaje są synonimami. Z powodu priorytetu pierwszej nazwy obowiązującą stał się „apatozaur”. Robert T. Bakker stwierdził, że różnice między brontozaurem a apatozaurem są wystarczające do rozróżnienia osobnych rodzajów, jednak pomysł ten spotkał się z krytyką społeczności naukowej. Szczegółowe badanie opublikowane w 2015 wykazało istotne różnice między apatozaurami a brontozaurami, więc nazwa „brontozaur” wróciła do użycia.

## Brontozaur w kulturze masowej
Brontozaur jest dinozaurem często przedstawianym w kulturze masowej. Został on rozsławiony przez wiele książek popularnonaukowych i zabawki go przedstawiające. Dinozaur ten znany jest już najmłodszym miłośnikom dinozaurów.